# U.S. Forcoli Calcio 1921 A.S.D.
Unione Sportiva Forcoli Calcio 1921 Associazione Sportiva Dilettantistica là một câu lạc bộ bóng đá Ý nằm ở Forcoli, một frazione của Palaia, Tuscany.

## Lịch sử
Câu lạc bộ được thành lập vào năm 1921.
Các đội trong mùa giải 1999-2000 được thăng hạng từ Promozione Tuscany đến Eccellenza và trong mùa giải 2003-04 từ Eccellenza Tuscany đến Serie D.

## Màu sắc và huy hiệu
Màu sắc của nó là trắng và đỏ sẫm.

## Đội hình hiện tại
Để xem các cầu thủ của đội hiện tại bấm vào đây Lưu trữ ngày 26 tháng 4 năm 2012 tại Wayback Machine.